# 데이나 스콧
데이나 스튜어트 스콧(영어: Dana Stewart Scott IPA: [ˈdeɪnə ˈstjuːə(r)t ˈskɒt], 1932~)은 미국의 컴퓨터 과학자·수리논리학자이다.

## 생애
1932년 10월 11일 캘리포니아주 버클리에서 태어났다. 1954년에 캘리포니아 대학교 버클리에서 학사 학위를 수여받았고, 1958년에 알론조 처치 밑에서 프린스턴 대학교에서 박사 학위를 수여받았다.
1960년부터 1963년까지 캘리포니아 대학교 버클리 수학과 조교수로 있었다. 1972년부터 1981년까지 옥스퍼드 대학교 머튼 칼리지(영어: Merton College)의 수학 교수로 있었다. 이후 1981년에 카네기 멜런 대학교 교수가 되었다.

## 저서
- Lemmon, Edward John; Scott, Dana (1977). 《An introduction to modal logic: the Lemmon notes》. American Philosophical Quarterly Monograph Series (영어) 11. Blackwell. ISBN 978-063111550-2. ISSN 0084-6422.
- Gierz, G.; Hofmann, K. H.; Keimel, K.; Lawson, J. D.; Mislove, M. W.; Scott, D. S. (2003). 《Continuous lattices and domains》. Encyclopedia of Mathematics and its Applications (영어) 93. Cambridge University Press. doi:10.1017/CBO9780511542725. ISBN 978-052180338-0.